# Joe & Max
Joe & Max basiert auf den dramatischen Leben von Joe Louis und Max Schmeling. Der Fernsehfilm zeigt die beiden Boxkämpfe zwischen den beiden Kontrahenten sowie die respektvolle freundschaftliche Beziehung der beiden Boxer inmitten der politischen Ereignisse ihrer Zeit. Der biografische Sportfilm aus dem Jahr 2002 wurde in Deutschland gedreht. In den Hauptrollen sind Leonard Roberts und Til Schweiger zu sehen. Regie führte Steve James.

## Handlung
1936 besiegt der talentierte ungeschlagene Joe Louis den Boxer Paolino. Max Schmeling beobachtet ihn und sieht eine Schwäche. Sein in den USA einflussreicher jüdischer Manager Joe Jacobs besorgt dem um neun Jahre älteren Einunddreißigjährigen den Kampf. Der Sieger soll um den Weltmeistertitel im Schwergewicht antreten. Joe, genannt der „braune Bomber“, will diesen Titel für die schwarze Bevölkerung nach langer Zeit wiedererringen. Er trainiert und führt mit seiner jungen Frau Marva ein glückliches Familienleben. Als Max zurück im nationalsozialistischen Deutschland ist, ruft ihn Reichspropagandaminister Goebbels zu sich. Sie trinken auf einen zukünftigen Sieg gegen einen Schwarzen. Max trainiert. Seine Frau, die erfolgreiche tschechische Schauspielerin Anny Ondra, unterstützt ihn. Sie verstehen sich gut. Bei der Gewichtskontrolle vor dem Kampf lässt sich Louis von dem erfahrenen Schmeling durch einen Handschlag etwas aus der Ruhe bringen. Der amtierende Weltmeister Braddock ist als Zuschauer anwesend. In der vierten Runde schickt Max seinen Gegner, erstmals in dessen bisheriger Karriere, durch einen Konter zu Boden. Das Publikum ist auf Max' Seite. Dieser besiegt nach wechselhaftem Kampf Joe in der zwölften Runde durch ein K.O. Das Selbstbewusstsein Joes und der schwarzen US-Amerikaner ist damit empfindlich getroffen.
Der Sieger Max kehrt mit dem Zeppelin heim und wird am Flughafen von Zigtausenden stürmisch gefeiert. Er soll eine Abhandlung über Boxen als Rassenproblem unterschreiben, damit er bestätigt, dass er es verfasst hat. Er zögert es hinaus. Bei einer festlichen Einladung weisen Adolf Hitler und Goebbels die Presse auf den ihrer Ansicht nach bestehenden Makel des minderwertigen Negers hin. Der Boxkampf wird als Propaganda in den deutschen Kinos gezeigt. Die Juden haben immer mehr unter dem Nazi-Regime zu leiden. 
Der amtierende Boxweltmeister stimmt inzwischen einem Kampf mit Louis zu, weil man ihm eine Beteiligung von Louis' zukünftigen Gewinnen gibt. Braddock geht erwartungsgemäß im Kampf mit Louis K. o.
1938 will Goebbels den Parteieintritt Schmelings und ordnet an, dass er die Verbindung zu seinem jüdischen Manager Jacobs lösen muss, was Schmeling allerdings verweigert. Von Hitler wird Max genötigt, die nationalsozialistische Abhandlung über den deutschen Faustkampf zu unterschreiben. Max bekommt endlich durch die Vermittlung von Jacobs den Kampf mit Joe. Diesmal wird Max von den US-Amerikanern unfreundlich empfangen, da ihn die Medien als Nazi darstellen. Hitler, Goebbels und Anny Ondra hören sich übers Radio den brutalen Kampf an. Max, der viel einstecken muss, geht zu Boden, worauf der erzürnte Führer die Übertragung abschalten lässt. Anny weint. Nachdem Max in der ersten Runde dreimal zu Boden geht, wirft sein Trainer das weiße Handtuch. Nach einem Kampf von zwei Minuten und vier Sekunden ist Joe immer noch Weltmeister. Die Afroamerikaner jubeln. Joes Image als Gentlemen-Boxer stimmt allerdings nicht mit der Wirklichkeit überein. Er trinkt, amüsiert sich mit Freundinnen, verprasst Geld und ist trotz allem allein und unverstanden.
Joe besucht Max, der mit zwei angebrochenen Wirbeln im Krankenhaus liegt. Sie verstehen sich gut und sehen ein, dass sie von ihren Ländern aus politischen Gründen benutzt werden. Max nimmt Abschied von seinem Freund Jacobs, der „Halbjude“ ist und nicht mehr nach Deutschland kann. Dieses Mal holt nur Anny ihren Mann vom Flugzeug ab. Inzwischen wird Joes Name auf verschiedenen US-amerikanischen Produkten vermarktet. Seine Frau Marva verlässt ihn, weil sie seine Untreue nicht länger erträgt. Er kann sie nicht aufhalten und bleibt verzweifelt zurück. In Deutschland werden in der Reichspogromnacht jüdische Geschäfte zerstört. Max' Schneider Levin versteckt sich mit seiner Familie bei Max. Dieser droht der Gestapo, und Anny spielt eine gerade erst Erwachende und täuscht somit die Verfolger, die sich zurückziehen. Der gerettete Levin verlässt dankbar die Wohnung. Anny macht Max Vorwürfe wegen der Gefährdung ihrer Sicherheit. Er will nicht in die Partei eintreten und sich von jüdischen Leuten distanzieren. Er ist nicht mehr unantastbar und wird im Krieg als Fallschirmjäger zur Wehrmacht eingezogen. Auch Joe unterstützt als Sergeant sein Land. Er tritt in Schaukämpfen auf und stellt die Einnahmen der Armee zur Verfügung.
1946 liegt Berlin in Ruinen. Max und Anny wollen ihr halbzerstörtes Haus wiederaufbauen. Da sie aber keine Baugenehmigung haben, wird es von der Polizei unter Gewaltanwendung abgerissen. Joe tritt nach 25 Titelverteidigungen und elf Jahren als Berufsboxer ungeschlagen ab. Er könnte es sich gut gehen lassen und die Freizeit beim Golfspielen verbringen, wäre da nicht die Finanzbehörde, die wegen der gespendeten Einnahmen bei den Schaukämpfen Steuerschulden von über einer Million US-Dollar kassieren will. Joe muss wieder boxen um Geld zu verdienen und verliert.
1952 züchten Max und Anny Nerze. Max ist ebenfalls nach dem Krieg wieder in den Ring gestiegen und hat verloren. Er hat aus den Einnahmen einen Hof gekauft. Jim Farley war früher bei der US-amerikanischen Box-Kommission und war im Gegensatz zu anderen immer fair zu Max. Jetzt arbeitet er für Coca-Cola und bietet Max an ebenfalls einzusteigen. Max nimmt auf Anraten seiner Frau an und ist damit finanziell gut versorgt. Er wird in Deutschland Repräsentant der Getränkefirma, die seinen prominenten Namen nutzt um den deutschen Markt zu erobern. Joe wird vom Pech verfolgt. Seine Frau lässt sich scheiden, und er steckt in unbezahlbaren Schulden. Sein Sieg über Max hat ihm letztendlich kein Glück gebracht. Joe hat nie etwas Schlechtes über Max gesagt. Er hasste ihn nicht wie andere Schwarze es taten. Max ist auf einer Geschäftsreise in Atlanta und besucht Joe, den er schließlich in Chicago findet. Sie hatten sich einst bei ihrer Unterhaltung im Spital versprochen sich gegenseitig zu besuchen. Sie lassen ihr Leben Revue passieren. 1936 war beruflich gesehen Max' bestes Jahr. 1938 war Joes bestes Jahr. Amerika hatte einen Helden, aber es hat ihn nicht gut behandelt. Joe konnte nie seine Schulden zurückzahlen und arbeitete schließlich als Begrüßer in einem Casino in Las Vegas. Joe und Max bleiben Freunde bis zum Tod von Joe im Jahr 1981. Er erhielt wegen seiner nationalen Verdienste ein Begräbnis auf dem Nationalfriedhof Arlington. Im Jahr 2000, im Alter von 95 Jahren, beendete Max seine Arbeit bei Coca-Cola.

## Hintergrundinformationen
- Eine DVD ist seit Oktober 2004 in Deutsch und Englisch mit Untertiteln erhältlich. Sie enthält einen Audiokommentar von Til Schweiger.
- Das Filmbudget betrug etwa 8 Millionen US-Dollar. Gefilmt wurde ab Mai 2001 in Deutschland im Filmstudio Babelsberg für den US-amerikanischen Fernsehsender Starz! Pictures.
- Der Film wurde im Jahr 2005 anlässlich des Todes von Max Schmeling erstmals im deutschen Fernsehen unter dem Fernsehtitel Joe und Max – Rivalen im Ring ausgestrahlt.

## Kritiken
- Prisma schrieb: „[S]olide fotografierte[r] TV-Boxerfilm um die beiden legendären Faustkämpfer. […] Das bewegende Schicksal der beiden Boxlegenden sowie die sorgfältige Schilderung der zeitgeschichtlichen Hintergründe machen den Reiz dieses fesselnden Filmes aus.“[1]

- Kai-Oliver Derks (teleschau – der mediendienst), 27. September 2006 meinte: „ 'Joe & Max' ist, obwohl er eine große Geschichte erzählt, kein 'großer Film'. Aber sehenswert ist dieses Stück (Sport)-Geschichte in jedem Fall. Til Schweiger ist keine schlechte Besetzung. Er spielt, wie man ihn kennt: sehr sachlich, ohne große Emotionen, doch in diesem Fall passen Rolle und Darsteller gut zueinander, zumal sich Schweiger in bester körperlicher Verfassung präsentiert und auch im Ring einen authentischen Eindruck macht.“[2]

- fernsehen.ch: „Mit 'Joe and Max – Rivalen im Ring' inszenierte Steve James ('Flüchtiger Ruhm') einen spannenden und anrührenden Film über die politisch-ideologischen Hintergründe eines der bekanntesten Boxduelle der Sportgeschichte. Der grösstenteils in Potsdam-Babelsberg entstandene Sportlerfilm überzeugt durch packende Kampfszenen und sein sorgfältiges Produktionsdesign. Schmeling-Darsteller Til Schweiger ('Knockin’ on Heaven’s Door') bereitete sich durch intensives Boxtraining auf seine Rolle vor.“

- Die Zeitschrift TV Spielfilm sah den Film als beeindruckendes, einfühlsames Boxerdrama mit einem überzeugenden Til Schweiger und als emotionsgeladenes Drama, das seinen Zuschauer nicht unberührt lässt.

## Auszeichnungen
- 2002: Nominierung bei den ESPY Awards als bester Sportfilm
- 2003: Nominierung bei den American Cinema Editors für Norman Buckley für den besten Schnitt